# Som Guds Israel i forna tider
Som Guds Israel i forna tider (orig. "Som Guds Israel i fordomtima") - sång av Lina Sandell från 1875. Sången handlar, som titelraden anger, om "Guds Israel i forna tider" och de lärdomar som kan dras av framför allt israeliternas uttåg ur Egypten.
Versmåttet är detsamma som hos Blott en dag, till vars melodi av Oscar Ahnfelt sången ofta har sjungits.

## Publicerad i
- Guds lov 1935 som nr 300 under rubriken "En kristens saliga frid och trygghet"
- Lova Herren 1988 som nr 23 under rubriken "Guds godhet och fadersomsorg"
- Lova Herren 2020 som nr 401 under rubriken "Trygghet och förtröstan"